# Tisroc
En la serie de novelas Las Crónicas de Narnia, de Clive Staples Lewis, el Tisroc es el gobernante de Calormen, un imperio al sur de Narnia. Aparece en el tercer libro de la serie, titulado El caballo y el muchacho, y se lo nombra varias veces en el último volumen, titulado La última batalla. En El caballo y el muchacho se lo representa como un tirano que posee autoridad absoluta sobre su reino y al que sus súbditos consideran descendiente del dios Tash y atribuyen grandes poderes. Cada vez que algún calormeno se dirigía a su persona debía usar cumplidos de vida eterna y veneración y al mencionarlo durante una conversación debían agregar a su nombre, "que viva para siempre".
- Datos: Q2530488